# Gluntarne

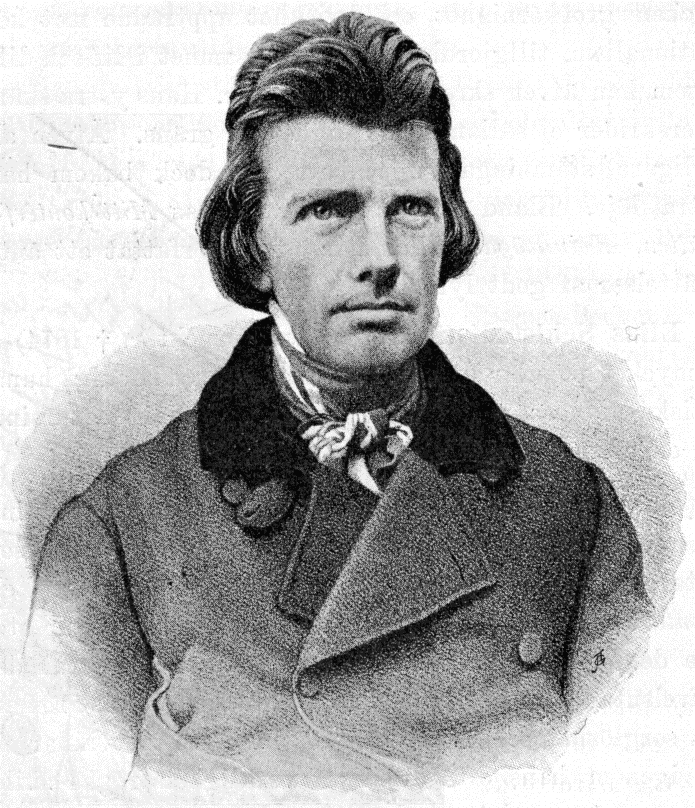
Gunnar Wennerberg, litografi c:a 1850.

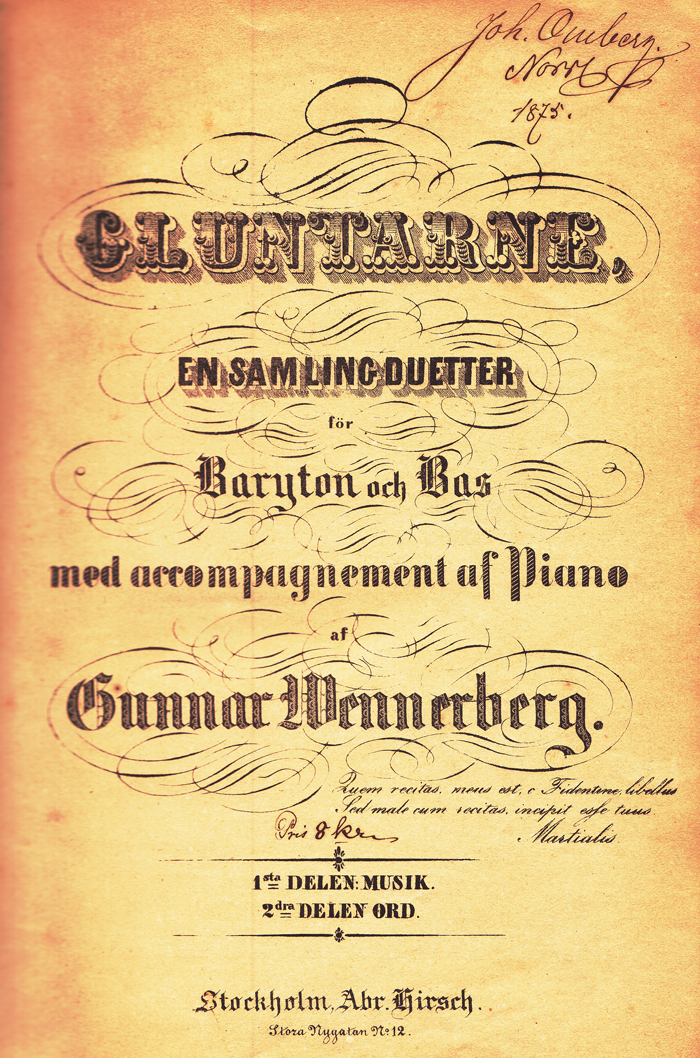
Framsida till originalutgåvan 1851.

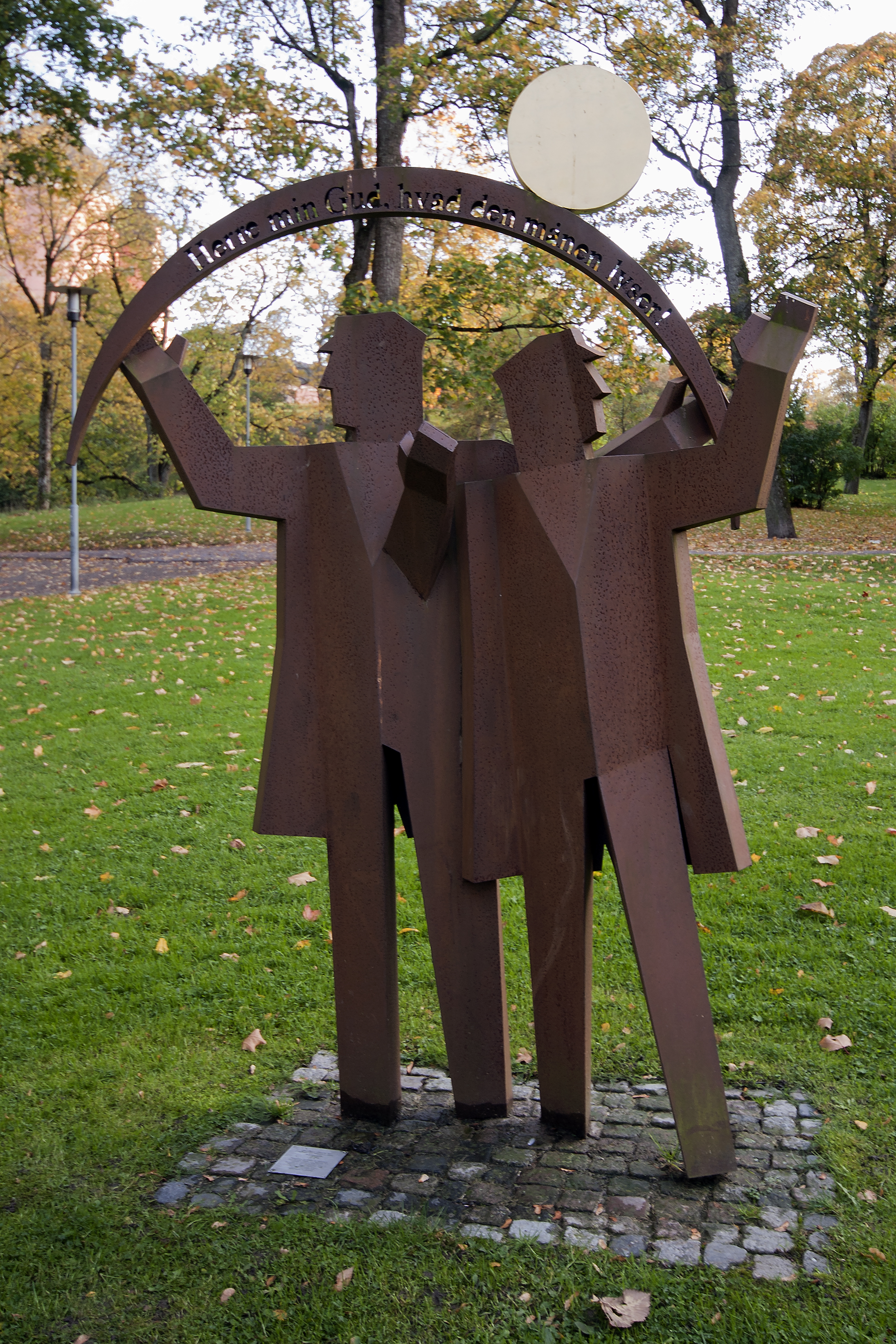
Staty av Thomas Qvarsebo i Carolinabacken, Uppsala, med titeln Glunten och Magistern utförd i cortenstål 1998. Inskription: Herre min Gud, Hvad den månen lyser!

Gluntarne (modern svenska: Gluntarna) är en sångcykel för baryton, bas och piano med text och musik av Gunnar Wennerberg. 
Sångerna tillkom under åren 1847–1850 och skildrar det samtida studentlivet vid Uppsala universitet i 30 sånger, Gluntar.

## Tillkomst
Wennerberg var under denna tid aktiv i ett uppsluppet studentsällskap i Uppsala som kallade sig Juvenalerna och som bland annat ägnade sig åt sång av Bellman, utdrag ur populära operor och  kvartettsång. I slutet av 1840-talet hade dock sångarna inom sällskapet tunnats ut allteftersom medlemmarna avslutat sina studier och flyttat, och det uppstod ett behov av sånger för en mindre ensemble vilket Wennerberg åtog sig att fylla. De nya sångerna uppfördes bland juvenalerna allteftersom de skrevs, med Gunnar Wennerberg själv som Magistern, Otto Beronius som Glunten, samt med Eugène von Stedingk vid pianot, och fick ett entusiastiskt mottagande. Genomslaget blev så småningom större än någon inom juvenalkretsen kunnat ana; inom några år hade samlingen gjort Wennerberg berömd och flera förlag stod i kö för att få ge ut dem.

## Form och stil
Gluntarne är utformade som dialoger mellan två studenter,  Glunten (bas) och Magistern (baryton).  De kombinerar en visaktig sångstil som påminner om Bellman, med avancerade partier stämsång, kontrapunkt och inslag av recitativ och arioso. 
Sångerna är inbördes olika; vissa är enkla visor med vers och refräng, andra är långa omväxlande passager med teatralisk karaktär. Sångarna har olika roller: Glunten är den yngre studenten, lite naivare och mer tanklös, och Magistern den äldre, mer bildad och mer luttrad av studentlivet. Namnet Glunten kom sig av att en av sångarna i Juvenalerna kom från Dannemora, sedermera ur-Glunten Otto Beronius, och brukade kallas så efter det uppländska dialektordet glunt, som betyder pojke eller grabb.

## Sångerna
När sångerna gavs ut i samlingsutgåva sorterade Wennerberg upp dem i en "kronologisk" ordning, så att de första handlar om hur sångarna träffas, blir medlemmar i Juvenalsällskapet osv; och de sista om hur Glunten tar examen och lämnar Uppsala. Detta är dock inte den ordning de skrevs i.
1. I anledning af Magisterns och Gluntens första bekantskap
2. Glunten blir Juvenal
3. Upsala är bäst
4. En månskensnatt på Slottsbacken
5. Glunten på föreläsning
6. En solnedgång i Eklundshofs-skogen
7. Harpospelet på 'Schylla'
8. Huruledes månen intresserar sig för Glunten och Magistern
9. Nattmarschen i Sanct Eriks gränd
10. Dagen derpå
11. Gluntens moster
12. Magisterns misslyckade serenad
13. Huru Gluntens svårmod, på Äpplet, skingras af Magisterns vårfantasier
14. Gluntens vigilans
15. På Flustret, en söndagseftermiddag under rötmånaden
16. Vid brasan på Magisterns kammare, efter en stor middagsbjudning
17. Magisterns flamma
18. Gluntens flamma
19. En qväll på kyrkogården
20. Mötet i Domtrappan
21. Gluntens misstag
22. Hemmarsch från Eklundshof med en bondspeleman
23. Anklagelsen
24. Efter kameral-examen
25. Examens-sexa på Eklundshof
26. Impromptu-balen
27. Slottsklockan
28. Gluntens reskassa
29. Afskedet på Flottsund
30. Magisterns monolog, efter Gluntens afresa

## Kända Gluntar

### En månskensnatt på Slottsbacken
Glunt nummer 4 är mest känd som den första raden, och skildrar sedan utsikten över de olika delarna av Uppsala från Uppsala slott. Mindre känt är att sången (i den elfte versen som sällan sjungs) slutar med att Magistern och Glunten bultar på dörren till en krog efter stängningsdags för att få en porter.
Herre min Gud, vad den månen lyser,
se vilken glans utöver land och stad.
Himlen är klar och var stjärna myser
vänligt emot oss ner och vinkar glad. [...]

### Här är gudagott att vara
Sången Här är gudagott att vara är ett avsnitt av Glunt nummer 25, Examens-sexa på Eklundshof, och beskriver hur Glunten och Magistern söker sig till utvärdshuset Eklundshof och där beställer en examenssexa efter den förres kameralexamen. Kyparen tar upp beställningen,  och i väntan på mat och dryck slår vännerna sig ner och sjunger: 
[...] Här är gudagott att vara
åh, vad livet dock är skönt
Hör var fröjd från fåglars skara
Se vad gräset lyser grönt [...]
Denna del har blivit mycket populär som allsång i samband med till exempel svensexor, studentskivor och bröllopsmiddagar, ofta med alternativ text.
Efter detta mellanspel återkommer kyparen och dukar upp måltiden som sedan genomförs med diverse intermezzon. Glunten tar sig slutligen en slummer varvid Magistern sjunger en pastoral.
Melodin används också till psalmen Skönt det är i kvällens timma med en text av Eric Bergquist, publicerad i Svenska Missionsförbundets sångbok 1920 och flera andra psalm- och sångböcker.
I TV-serien om Pippi Långstrump sjunger Pippi, Tommy och Annika en visa om Kling och Klang till melodin från Pippis luftballong i avsnitt 10 – "Pippis ballongfärd".

## Gluntarnas Vänner
I Uppsala instiftades 2005 Glunt-Akademin som ett informellt nätverk med syfte att stimulera intresset för Gluntarna och deras miljö. Vid årsmötet 2016 ändrades namnet till Gluntarnas Vänner (GV), samtidigt som nätverket ombildades till en förening med medlemskap i DELS. Föreningen Gluntarnas Vänner vill, bland annat genom att utdela stipendier och arrangera gluntsång, inspirera särskilt yngre sångare och musiker att hålla glunttraditionen levande. Föreningen samlar också föremål, dokument, skrifter, inspelningar och annat material som belyser traditionen. En deposition från föreningen av denna samling finns på Fyriskällan i Uppsala stadsbibliotek.

### Webbkällor
- Gluntarne i Nationalencyklopedins nätupplaga.
- Gluntarne i Levande musikarv